# قشلاق داغلو
قشلاق داغلو هي قرية في مقاطعة خدا أفرين، إيران. عدد سكان هذه القرية هو 180 في سنة 2006.